# Lithodes
Lithodes és un gènere que agrupa un grup d'espècies de crustacis marins que reben el nom comú de cabres o cranques. S'inclou en la família Lithodidae, la qual és l'exemple més notable de calcificació entre els decàpodes.

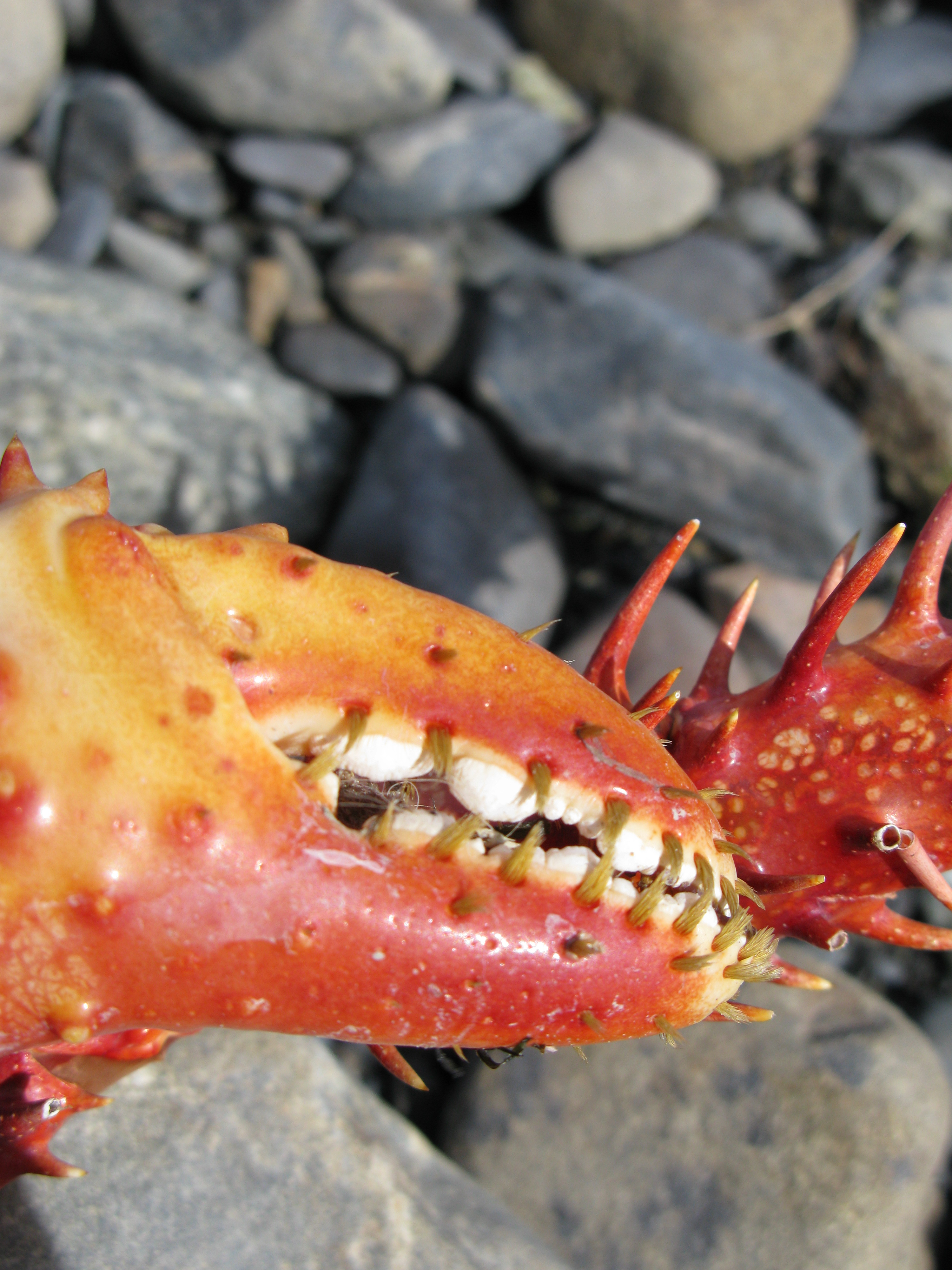
Detall d'una pinça d'un exemplar d'aquest gènere.

## Distribució
Les seves espècies habiten en el llit marí en aigües costaneres i fredes de gairebé tots els oceans.

## Hàbitat
Viuen en la zona bentònica, generalment en profunditats de fins a 150 m, però se n'ha trobat ocasionalment fins als 600 m de profunditat.

## Aprofitament comercial

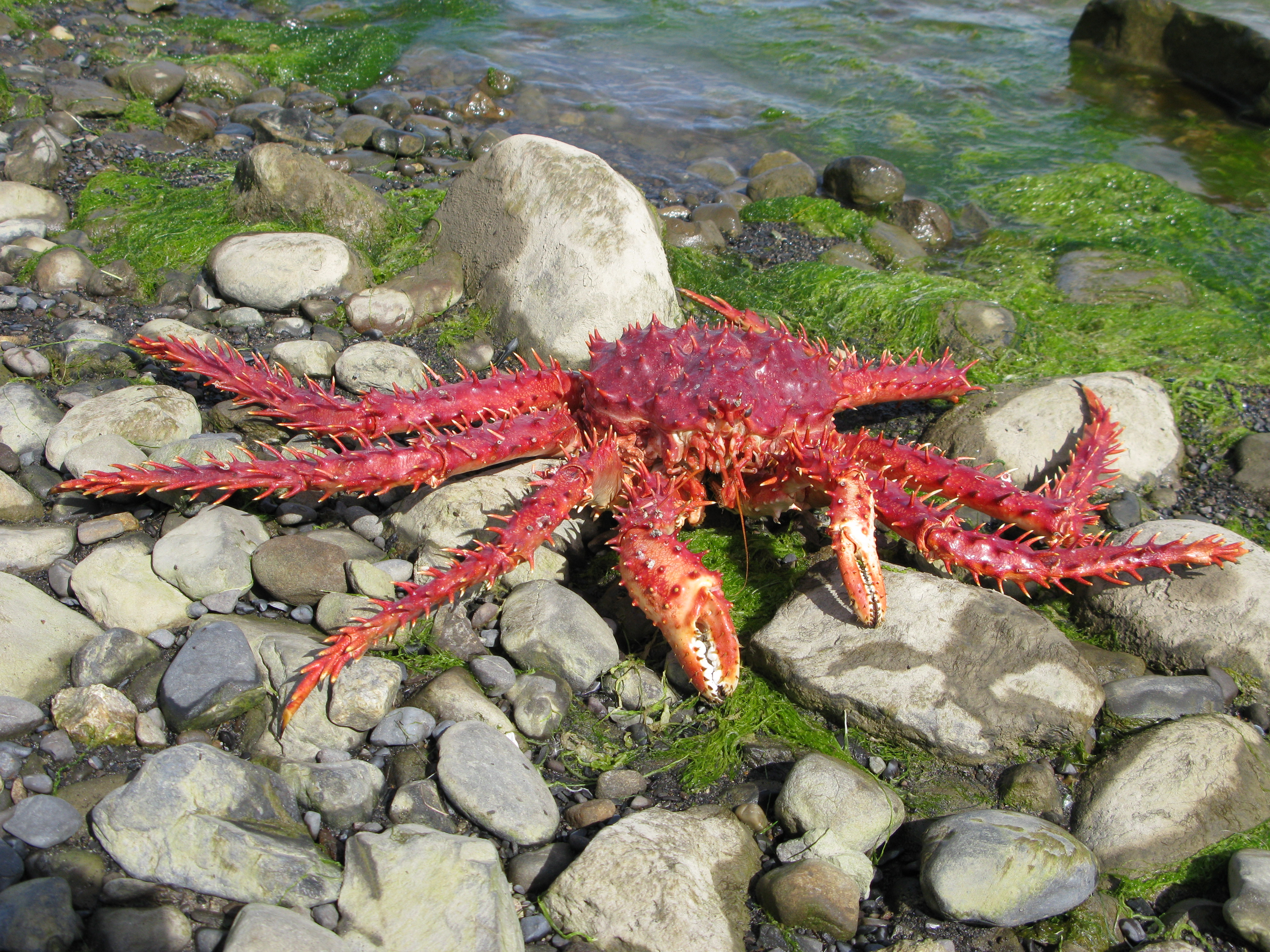
Una espècie d'aquest gènere: la Lithodes santolla

La captura d'algunes de les espècies d'aquest gènere constitueix un recurs lucratiu per a moltes localitats costaneres, per exemple en l'arxipèlag de la Terra del Foc.

## Espècies
Aquesta és la llista de les espècies que componen aquest gènere:

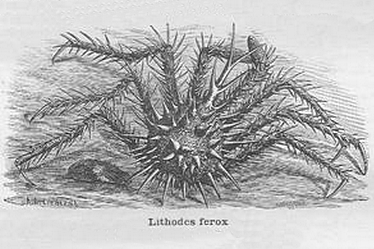
Lithodes ferox.

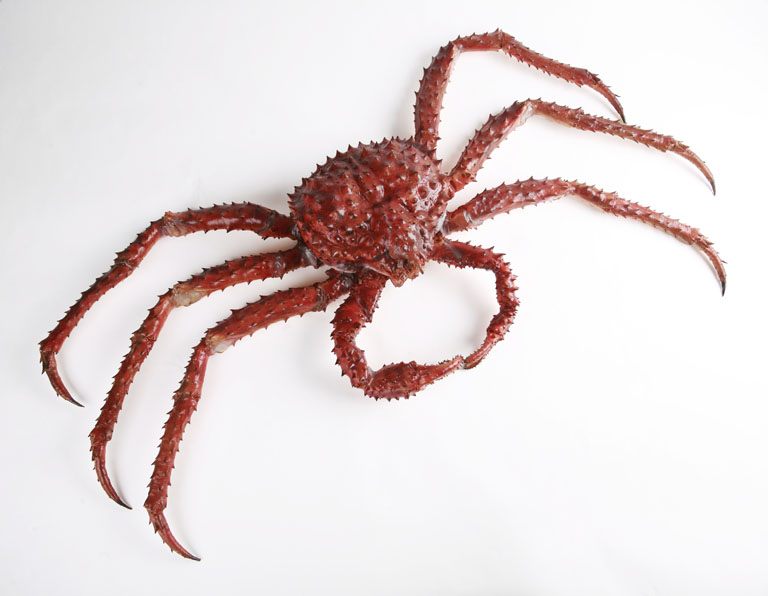
Lithodes aequispinus.

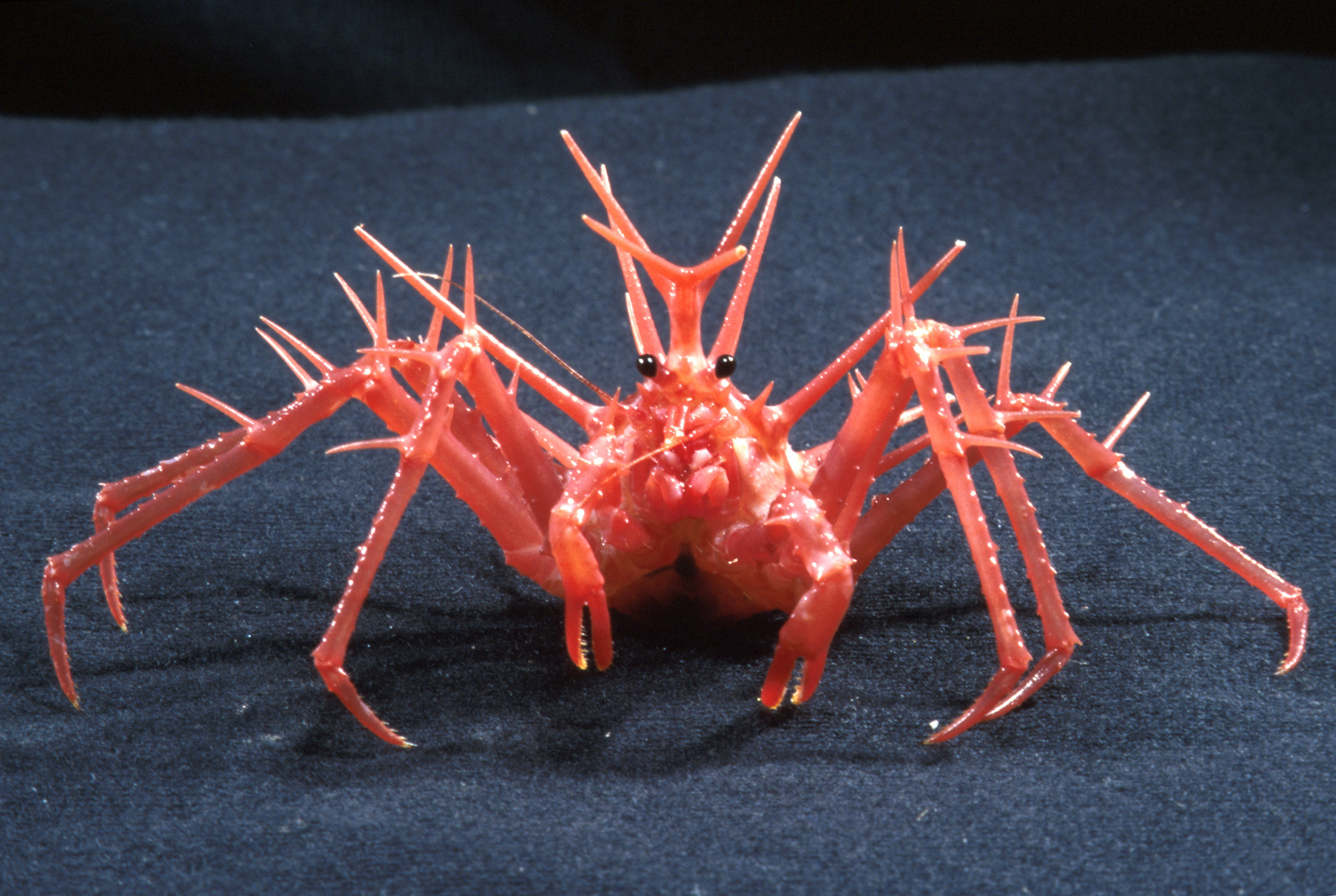
Lithodes longispina.

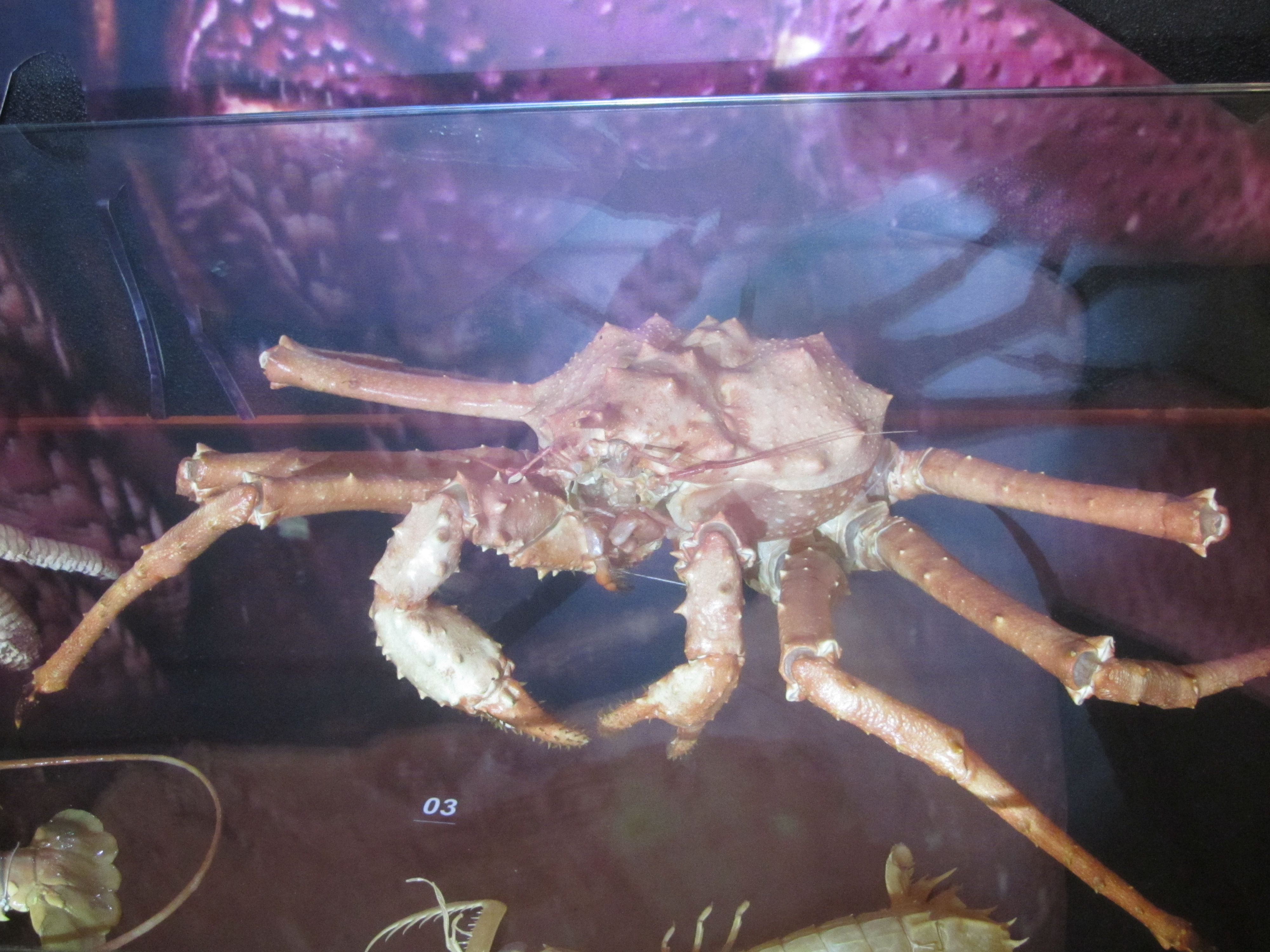
Lithodes turritus.

- Lithodes aequispinus Benedict, 1895
- Lithodes aotearoa Ahyong, 2010
- Lithodes australiensis Ahyong, 2010
- Lithodes ceramensis Takeda & Nagai, 2004
- Lithodes chaddertoni Ahyong, 2010
- Lithodes confundens Macpherson, 1988
- Lithodes couesi Benedict, 1895
- Lithodes ferox Filhol, 1885
- Lithodes formosae Ahyong & Chan, 2010
- Lithodes galapagensis Hall & Thatje, 2009
- Lithodes jessica Ahyong, 2010
- Lithodes longispina Sakai, 1971
- Lithodes macquariae Ahyong, 2010
- Lithodes maca (Linnaeus, 1758)
- Lithodes mamillifer Macpherson, 1988
- Lithodes manningi Macpherson, 1988
- Lithodes megacantha Macpherson, 1991
- Lithodes murrayi Henderson, 1888
- Lithodes nintokuae Sakai, 1976
- Lithodes panamensis Faxon, 1893
- Lithodes paulayi Macpherson & Chan, 2008
- Lithodes rachelae Ahyong, 2010
- Lithodes richeri Macpherson, 1990
- Lithodes robertsoni Ahyong, 2010
- Lithodes santolla (Molina, 1782)
- Lithodes turkayi Macpherson, 1988
- Lithodes turritus Ortmann, 1892
- Lithodes unicornis Macpherson, 1984
- Lithodes wiracocha Haig, 1974